# بازاریابی
بازاریابی یا مارکتینگ (به انگلیسی: Marketing) مطالعه و مدیریت روابط در تبادلات است. بازاریابی فرایندی است که طی آن شرکت‌ها مشتریان را درگیر می‌کنند، با مشتری ارتباط قوی برقرار می‌کنند و برای مشتری ارزش ایجاد می‌کنند تا در ازای آن از مشتری ارزش دریافت کنند. از آنجایی که از بازاریابی برای جذب مشتری‌ها استفاده می‌شود، این فعالیت از اجزای اصلی مدیریت کسب و کار و بازرگانی محسوب می‌شود.
ممکن است بازاریاب‌ها محصولی را به کسب‌وکارهای دیگری بفروشند، که به آن بازاریابی کسب‌وکار به کسب‌وکار یا B2B می‌گویند، یا اینکه محصول را مستقیماً به مصرف‌کننده‌ها بفروشند که به آن بازاریابی کسب‌وکار به مصرف‌کننده یا B2C می‌گویند. همچنین به بازاریابی کسب‌وکارها به ارگان‌ها و سازمان‌های دولتی، B2G گفته می‌شود.
آمیخته بازاریابی، که مشخصات خاص محصول و نحوه فروش آن را مشخص می‌کند، تحت تأثیر محیط پیرامون محصول، نتایج تحقیقات بازاریابی و تحقیقات بازار، و مشخصات بازار هدف محصول است. پس از تعیین این عوامل، بازاریابان باید تصمیم بگیرند که از چه روش‌هایی برای تبلیغ محصول استفاده خواهد شد، از جمله استفاده از کوپن و سایر مشوق‌های خرید.

## تعریف

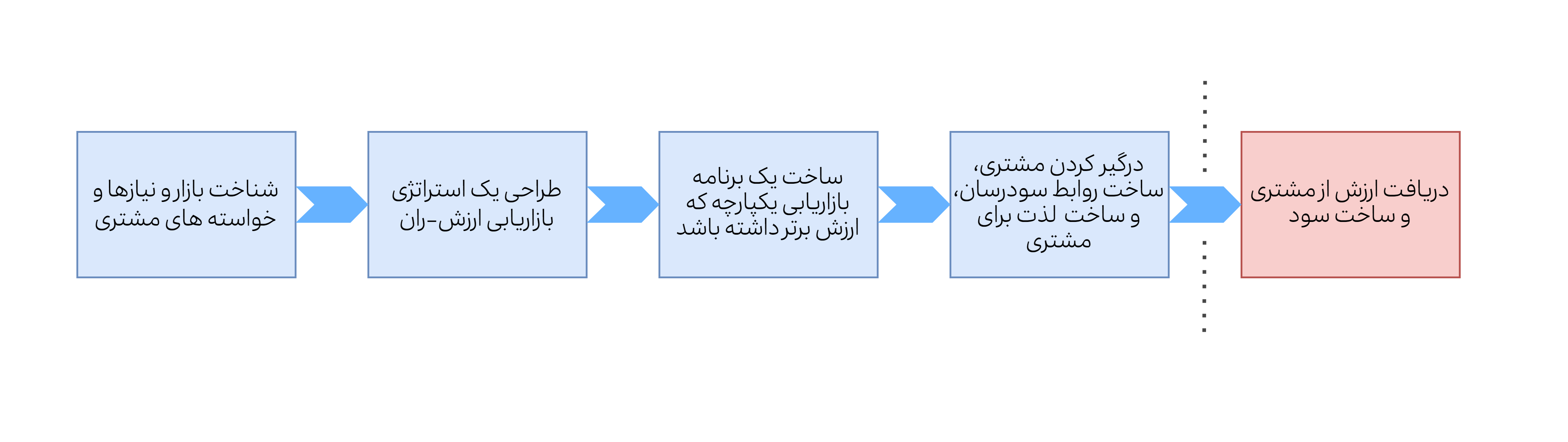
فرایند بازاریابی به صورت خلاصه. بازاریاب‌ها با خلق ارزش برای مشتری، در عوض از او ارزش دریافت می‌کنند.

بازاریابی به تلاش برای ارتباط بین ارزش محصول (کالاها یا خدمات) و مشتری گفته می‌شود. بازاریابی به هنر فروش نیز معروف است؛ ولی فروش یکی از توابع کوچک بازاریابی به حساب می‌آید. تعریف لغت‌نامه‌ای بازاریابی عبارت است از «فراهم کردن کالاها یا خدمات برای برآورده ساختن نیازهای مصرف‌کنندگان.» به بیان دیگر، بازاریابی شامل درک خواسته‌های مشتری و تطابق محصولات شرکت، برای برآورده ساختن آن نیازها و در برگیرنده فرایند سودآوری برای شرکت است. بازاریابی موفق مستلزم برخورداری از محصول مناسب در زمان مناسب و مکان مناسب است و اطمینان از اینکه مشتری از وجود محصول مطلع است، از این رو موجب سفارش‌های آینده می‌شود.
در تعریفی دیگر بازاریابی به مجموعه‌ای از فعالیت‌ها اطلاق می‌شود که به منظور تبلیغ، فروش، و توسعه روابط با مشتریان و بازارها انجام می‌شود. این فرایند شامل برنامه‌ریزی استراتژیک، تحقیقات بازار، تبلیغات و ارتباطات تبلیغاتی، فروش، خدمات مشتری، و تحلیل عملکرد بازاریابی می‌شود. هدف اصلی بازاریابی بهبود فروش، افزایش نرخ بازگشت مشتریان، ایجاد شناخت و اعتماد به برند، و بهبود جایگاه در بازار است. استفاده از ابزارهای مختلفی مانند تبلیغات در رسانه‌های مختلف، بازاریابی دیجیتال، رویدادهای تبلیغاتی، و استراتژی‌های ترویجی برای دستیابی به اهداف بازاریابی اساسی است.
بازاریابی یک فعالیت راهبردی و راه و روشی است متمرکز بر فرجام اقدامات مربوط به جذب مصرف‌کننده بیشتر، برای خرید محصول شما در دفعات بیشتر به نحوی که شرکت شما پول بیشتری به دست آورد.
هر جا و هر گاه چهار اصل نیاز، نیازمند، عوامل رفع نیاز و داد و ستد وجود داشته باشد، در آنجا بازار و بازاریابی حاکم است.
بازاریابی با ارزیابی نیازی که محصولات و خدمات به آن پاسخ می‌دهند، شروع می‌شود. به‌طور منطقی، شناسایی و انتخاب برخی نیازها نشانه بی‌توجهی به دیگر نیازهاست.

## گرایش‌های مختلف در بازاریابی
هدف مدیریت بازاریابی مشارکت با بازارهای هدف و ساخت روابط سودرسان با آنها می‌باشد. این کار بستگی به گرایش یا فلسفه بازاریابی هر سازمان دارد. گرایش بازاریابی به صورت «فلسفه مدیریت کسب و کار»، «ذهنیت یک شرکت»، یا «فرهنگ سازمانی» تعریف می‌شود. مهم‌ترین گرایش‌های بازاریابی عبارتند از:

### محصول
گرایش محصول بر این ذهنیت و ایده استوار است که در شرایط مساوی، مشتری‌ها محصولاتی را خریداری می‌کنند که کیفیت و کارایی بالاتری داشته باشند. با چنین ذهنیتی، استراتژی بازاریابی بر روی «بهبود مستمر» متمرکز می‌شود.

### تولید
گرایش تولید بر این ایده استوار است که مشتری‌ها محصولی را خریداری می‌کنند که به راحتی در دسترس بوده و قیمت مناسبی دارند. در نتیجه مدیریت باید بر روی افزایش تولید و بهبود عملکرد سیستم‌های توزیع تمرکز کند.

### فروش
گرایش فروش می‌گوید مصرف‌کننده‌ها به اندازه کافی یک محصول را خریداری نخواهند کرد، مگر اینکه یک فروش گسترده انجام شود. این روش بازاریابی معمولاً برای محصولاتی انجام می‌شود که فروشی نیستند، محصولاتی که خریداران معمولاً فکر خرید آن را نمی‌کنند، برای مثال بیمه عمر یا اهدای خون.

### بازاریابی
مفهوم بازاریابی اعتقاد دارد رسیدن به اهداف سازمان بستگی به شناخت نیازها و خواسته‌های بازارهای هدف و ارضای آنها بهتر از رقبا دارد. طبق گرایش بازاریابی، تمرکز بر روی مشتری و ارزش آفرینی، راه رسیدن به موفقیت در فروش و سودآوری است. برخلاف گرایش فروش که بر فلسفه بساز-و-بفروش استوار است، گرایش بازاریابی بر فلسفه احساس کن-و-واکنش نشان بده استوار است. در این فلسفه هدف پیدا کردن مشتری مناسب برای محصول نیست بلکه هدف پیدا کردن راه حل مناسب برای نیازهای مشتری است.

### بازاریابی اجتماعی
بازاریابی اجتماعی به کاربرد اصول، مفاهیم و ابزار بازاریابی برای حل مشکلات تحولات اجتماعی اشاره دارد. برنامه‌های بازاریابی اجتماعی به منظور تأثیر بر رفتار افراد برای توسعهٔ رفاه خود و جامعه‌شان طراحی شده‌اند. بازاریابی اجتماعی با مسائل بازاریابی کلان درگیر است، اما در کل یک دیدگاه بازاریابی خرد را در پیش می‌گیرد؛ که بدین جهت برنامه‌های بازاریابی اجتماعی معمولاً توسط سازمان‌های جدا برنامه‌ریزی و اجرا می‌شوند که بر مورد خاصی تمرکز دارند.
کمپین‌های بازاریابی اجتماعی فراتر از تبلیغات در رسانه‌های چاپی، رادیو و تلویزیون هستند. آن‌ها ممکن است شامل ابزارهای وسیع تری مانند اسپانسرینگ یا بازاریابی آنلاین باشند. کمپین‌های سلامتی عمومی برای کاهش مصرف سیگار، نوشیدن الکل، مصرف مواد مخدر، پرخوری و رابطه جنسی پرخطر هدف گذاری کرده‌اند. کمپین‌های محیط زیستی گفتگو و حمایت از صحراها و بیابان‌ها، هوای پاک و بهره‌وری انرژی را ترویج می‌کنند. در حالی که سایرین مواردی همچون برنامه‌ریزی خانواده، حقوق انسانی، فساد و جنسیت را همچون برابری نژادی پیگیری می‌نمایند. کمپین‌های بازاریابی اجتماعی معمولاً توسط سازمان‌های دولتی و غیردولتی اداره می‌شوند. هر چند سازمان‌های شرکتی هم ممکن است در کمپین‌های بازاریابی اجتماعی فعالیت کنند.

## مدیریت روابط با مشتری
مدیریت روابط با مشتری، فرایند کلی ساخت و حفظ روابط سودرسان با مشتری از طریق ارائه محصول یا خدمات ارزشمندتر و کسب رضایت مشتری است. تمام جنبه‌های جذب، مشارکت دادن و رشد بانک مشتری‌ها در حوزه مسئولیت‌های آن می‌باشد. «رضایت مشتری» بستگی به عملکرد قابل حس یک محصول و انتظارات مشتری دارد. اگر عملکرد یک محصول کمتر از انتظارات مشتری باشد، نارضایتی ایجاد خواهد شد. اگر عملکرد برابر انتظارات مشتری باشد حس رضایت در مشتری ایجاد شده و اگر عملکرد بالاتر از انتظارات مشتری باشد، در او حس رضایت بالا و خوشحالی ایجاد خواهد شد.

## انواع بازاریابی
بازاریابی دارای انواع مختلفی است:
- بازاریابی صنعتی
- بازاریابی مصرفی
- بازاریابی عصبی
- بازاریابی چندسطحی
- بازاریابی پارتیزانی
- بازاریابی مویرگی
- بازاریابی چریکی
- بازاریابی دهان به دهان
- بازاریابی اینترنتی
- بازاریابی تک به تک
- بازاریابی شبکه‌ای
- بازاریابی ویروس‌وار
- بازاریابی سیستماتیک
- بازاریابی مفهومی
- بازاریابی ترکیبی
- بازاریابی ارزشی
- بازاریابی پیامکی

### بازاریابی صنعتی و مصرفی
بازاریابی صنعتی به عنوان آن دسته از عملکردها و فعالیت‌های تجاری و بازرگانی تعریف شده‌است، که فرایندهای مبادله را بین تولیدکنندگان و مشتریان سازمانی تسهیل می‌کند. ماهیت بازاریابی صنعتی را می‌توان، خلق ارزش برای مشتریان به وسیله ارائه کالاها و خدماتی دانست که نیازهای سازمانی و اهداف آن‌ها را تحقق می‌بخشد.
به تعریفی جامع، فرایند کشف، ترجمه خواسته‌های مشتریان صنعتی و نیازها و الزامات آن‌ها به محصولات و خدمات ویژه جهت ارتباط مؤثر شیوه‌های توزیع، قیمت‌گذاری، خدمات پس از فروش، متقاعد کردن بیشتر و بیشتر مشتریان برای استفاده مستمر از این محصولات و خدمات را بازاریابی صنعتی می‌نامیم.
این نوع بازاریابی در مقایسه با بازاریابی مصرفی تفاوت‌هایی دارد که این‌گونه می‌توان بدان اشاره کرد. اول اینکه گرچه در بازاریابی صنعتی همانند بازاریابی کالاهای مصرفی، نیاز به شناخت بازارهای هدف و تشخیص نیاز این بازارها و طراحی محصولات و خدمات مناسب برای تأمین خواسته‌های بازار وجود دارد، ولی باید توجه کرد که در مقایسه با بازاریابی مصرفی، بازاریابی صنعتی در حوزه مدیریت عالی قرار دارد.
در بازاریابی صنعتی نقش خصوصیات و ویژگی‌های محصول خیلی مهم و حیاتی است و عرضه‌کنندگانی که خصوصیات مورد نظر مشتریان را تأمین نکنند مورد انتخاب قرار نخواهند گرفت. در مقایسه با بازاریابی مصرفی، قیمت در بازاریابی صنعتی نقش جداگانه‌ای دارد. در بعضی موارد مشتریان صنعتی حاضرند قیمت بیشتری دهند ولی در عوض از تحویل به موقع و کیفیت محصولات خدمات اطمینان حاصل کنند و حتی در موارد دیگری مثل مناقصه‌های خرید نقش قیمت پراهمیت‌تر می‌شود.
در بازاریابی صنعتی، بازاریاب باید به این نکته واقف باشد که تقاضای کالاهای صنعتی از تقاضای مصرف‌کننده نهایی ناشی می‌شود، یعنی تقاضا برای یک محصول بستگی به نحوه استفاده از آن در ارتباط با محصولات دیگر دارد. گاهی بازاریاب صنعتی سعی می‌کند با تبلیغات، تقاضای مشتری نهایی را تحریک کند تا تقاضا برای کالاهای صنعتی خود را افزایش دهد.

## بازار مصرف‌کنندگان و رفتار خرید آن

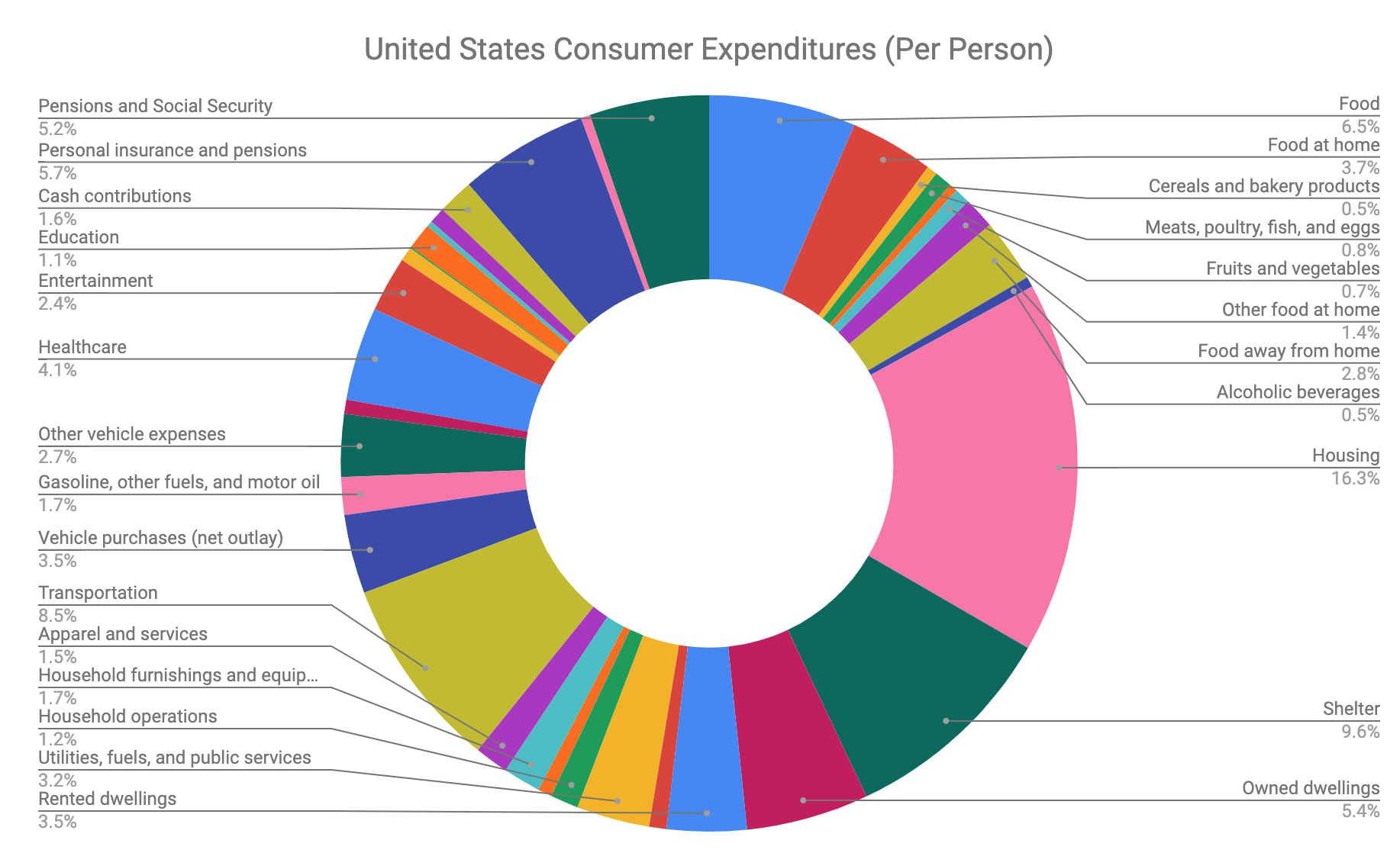
میزان هزینه‌کرد هر مصرف‌کننده در ایالات متحده آمریکا در بخش‌های مختلف.

منظور از رفتار خریدار مصرف‌کننده، رفتار خرید مصرف‌کنندگان نهایی محصولات است، یعنی افراد و خانواده‌هایی که کالاها یا خدماتی را برای مصرف شخصی خود خریداری می‌کنند. همه این مصرف‌کنندگان نهایی ترکیب می‌شوند تا بازار مصرف‌کنندگان (consumer market) را تشکیل دهند. بازار مصرف آمریکا متشکل از بیش از ۳۲۳ میلیون نفر است که سالانه بیش از ۱۱٫۹ تریلیون دلار کالا و خدمات مصرف می‌کنند و آن را به یکی از جذاب‌ترین بازارهای مصرفی در جهان تبدیل می‌کند.
مصرف‌کنندگان در سراسر جهان از نظر سن، درآمد، سطح تحصیلات و سلیقه بسیار متفاوت هستند. آنها همچنین تنوع بسیار زیادی از کالاها و خدمات را خریداری می‌کنند. نحوه ارتباط این مصرف‌کنندگان متنوع با یکدیگر و با سایر عناصر دنیای اطراف بر انتخاب آنها در میان محصولات، خدمات و شرکت‌های مختلف تأثیر می‌گذارد.

### مدل رفتار خرید مصرف‌کننده‌ها
مصرف‌کنندگان هر روز تصمیمات خرید زیادی می‌گیرند و تصمیم خرید نقطه کانونی تلاش بازاریاب است. اکثر شرکت‌های بزرگ دربارهٔ تصمیم‌های خرید مصرف‌کننده با جزئیات زیادی تحقیق می‌کنند تا به سؤالاتی در مورد اینکه مصرف‌کنندگان چه چیزی می‌خرند، کجا می‌خرند، چگونه و چقدر می‌خرند، چه زمانی و چرا چیزی را می‌خرند، پاسخ دهند. بازاریابان می‌توانند خریدهای واقعی مصرف‌کننده را مطالعه کنند تا بفهمند آنها چه چیزی، کجا و چه مقدار می‌خرند. اما یادگیری در مورد چرایی رفتار خرید مصرف‌کننده چندان آسان نیست. پاسخ این پرسش اغلب در اعماق ذهن مصرف‌کننده مخفی است. اغلب، حتی خود مصرف‌کنندگان دقیقاً نمی‌دانند چه چیزی بر خرید آنها تأثیر می‌گذارد.

### ویژگی‌های مؤثر بر رفتار مصرف‌کننده
خریدهای مصرف‌کننده به شدت تحت تأثیر ویژگی‌های فرهنگی، اجتماعی، شخصی و روانی است. در بیشتر موارد، بازاریابان نمی‌توانند چنین عواملی را کنترل کنند، اما باید آنها را در نظر بگیرند.

#### عوامل فرهنگی
عوامل فرهنگی تأثیر گسترده و عمیقی بر رفتار مصرف‌کننده دارند. بازاریابان باید نقش فرهنگ، خرده فرهنگ و طبقه اجتماعی خریدار را درک کنند.
- فرهنگ: فرهنگ اساسی‌ترین علت خواسته‌ها و رفتار افراد است. رفتار انسان تا حد زیادی اکتسابی است. کودک با بزرگ شدن در یک جامعه، ارزش‌ها، ادراکات، خواسته‌ها و رفتارهای اساسی را از خانواده و سایر نهادهای مهم می‌آموزد. یک کودک در ایالات متحده به‌طور معمول در معرض ارزش‌های زیر است: موفقیت و انجام کارهای بزرگ، آزادی، فردگرایی، سخت کوشی، فعالیت و مشارکت، کارایی و عمل‌گرایی، راحتی مادی، جوانی، و تناسب اندام و سلامت. هر گروه یا جامعه‌ای دارای فرهنگی است و تأثیرات فرهنگی بر رفتار خرید ممکن است از شهرستانی به شهرستان دیگر و کشوری به کشور دیگر بسیار متفاوت باشد.[۲۷]
- خرده فرهنگ: هر فرهنگ شامل خرده فرهنگ‌های کوچک‌تر یا گروه‌هایی از افراد با سیستم‌های ارزشی مشترک بر اساس تجربیات و موقعیت‌های زندگی مشترک است. خرده فرهنگ‌ها شامل ملیت‌ها، مذاهب، گروه‌های نژادی و مناطق جغرافیایی است. بسیاری از خرده فرهنگ‌ها بخش‌های مهمی از بازار را تشکیل می‌دهند و بازاریابان اغلب محصولات و برنامه‌های بازاریابی را متناسب با نیاز آنها طراحی می‌کنند. نمونه‌هایی از این سه گروه خرده فرهنگ مهم در آمریکا عبارتند از مصرف‌کنندگان آمریکایی اسپانیایی‌تبار، آمریکایی آفریقایی‌تبار و آمریکایی آسیایی.[۲۸]
- طبقه اجتماعی: تقریباً هر جامعه‌ای شکلی از ساختار طبقاتی اجتماعی دارد. طبقات اجتماعی تقسیمات نسبتاً دائمی و منظم جامعه هستند که اعضای آن ارزش‌ها، علایق و رفتارهای مشابهی دارند. طبقه اجتماعی توسط یک عامل واحد مانند درآمد تعیین نمی‌شود، بلکه به عنوان ترکیبی از شغل، درآمد، تحصیلات، ثروت و سایر متغیرها اندازه‌گیری می‌شود. در برخی نظام‌های اجتماعی، اعضای طبقات مختلف برای نقش‌های خاصی تربیت می‌شوند و نمی‌توانند موقعیت اجتماعی خود را تغییر دهند. بازاریابان به طبقه اجتماعی علاقه‌مند هستند زیرا افراد در یک طبقه اجتماعی خاص تمایل دارند رفتار خرید مشابهی از خود نشان دهند. طبقات اجتماعی در زمینه‌هایی مانند پوشاک، اثاثیه منزل، مسافرت و فعالیت‌های تفریحی، خدمات مالی و اتومبیل، ترجیحات متفاوتی را برای محصول و برند نشان می‌دهند.[۲۹]

#### عوامل اجتماعی
- گروه‌ها و شبکه‌های اجتماعی: بسیاری از گروه‌های کوچک بر رفتار یک فرد تأثیر می‌گذارند. گروه‌هایی که تأثیر مستقیم دارند و شخص به آنها تعلق دارد، گروه‌های عضویت (membership groups) نامیده می‌شوند. در مقابل، گروه‌های مرجع (reference groups) به عنوان نقاط مقایسه یا مرجع مستقیم (تعامل‌های چهره به چهره) یا غیرمستقیم در شکل‌گیری نگرش‌ها یا رفتار یک فرد عمل می‌کنند. مردم اغلب تحت تأثیر گروه‌های مرجعی قرار می‌گیرند که به آنها تعلق ندارند. به عنوان مثال، یک گروه آرزومند گروهی است که فرد مایل است به آن تعلق داشته باشد، مانند زمانی که یک بسکتبالیست جوان امیدوار است روزی از ستاره بسکتبال لبرون جیمز الگوبرداری کند و در NBA بازی کند. بازاریابان سعی می‌کنند گروه‌های مرجع بازارهای هدف خود را شناسایی کنند. گروه‌های مرجع، فرد را در معرض رفتارها و شیوه‌های زندگی جدید قرار می‌دهند، بر نگرش‌ها و خود پنداره فرد تأثیر می‌گذارند و فشارهایی برای انطباق ایجاد می‌کنند که ممکن است بر انتخاب محصول و برند تأثیر بگذارد. اهمیت تأثیر گروه در محصولات و برندها متفاوت است. تأثیر گروه زمانی قوی‌تر است که محصول برای دیگرانی که خریدار به آنها احترام می‌گذارد قابل مشاهده باشد. تأثیر شفاهی (Word-of-mouth influence) می‌تواند تأثیر قدرتمندی بر رفتار خرید مصرف‌کننده داشته باشد. گفته‌ها و توصیه‌های شخصی دوستان، خانواده، همکاران و سایر مصرف‌کنندگان قابل اعتمادتر از آن‌هایی هستند که از منابع تجاری، مانند تبلیغات یا فروشندگان می‌آیند. بازاریابانِ برندهایی که تحت تأثیر گروهی قوی قرار دارند، باید چگونگی دستیابی به رهبران عقیده (Opinion leader) را بیابند. رهبران عقیده افرادی در یک گروه مرجع هستند که به دلیل مهارت‌ها، دانش، شخصیت یا ویژگی‌های خاصشان، تأثیر اجتماعی زیادی بر دیگران دارند. برخی از کارشناسان این گروه را افراد اثرگذار یا پذیرندگان پیشرو می‌نامند. وقتی این افراد اثرگذار صحبت می‌کنند، مصرف‌کنندگان گوش می‌دهند. بازاریابان سعی می‌کنند رهبران نظر را برای محصولات خود شناسایی کنند و تلاش‌های بازاریابی را به سمت آنها هدایت کنند. در طول چند سال گذشته، نوع جدیدی از تعامل اجتماعی به صورت چشم‌گیری رشد کرده‌است: شبکه‌های اجتماعی آنلاین. شبکه‌های اجتماعی آنلاین، جوامع آنلاینی هستند که در آن افراد با یکدیگر معاشرت می‌کنند یا به تبادل اطلاعات و نظرات می‌پردازند. جوامع شبکه‌های اجتماعی از وبلاگ‌ها (Consumerist، Engadget، Gizmodo) و تابلوهای پیام (Craigslist) تا سایت‌های رسانه‌های اجتماعی (فیس بوک، توییتر، یوتیوب، اینستاگرام، اسنپ چت، لینکدین) و حتی سایت‌های خرید اشتراکی (Amazon.com و Etsy) را شامل می‌شود. این شکل‌های آنلاین گفتگوی مصرف‌کننده با مصرف‌کننده و کسب‌وکار با مصرف‌کننده پیامدهای بزرگی برای بازاریابان دارد.[۳۰]
- خانواده: اعضای خانواده می‌توانند به شدت بر رفتار خریدار تأثیر بگذارند. خانواده مهم‌ترین سازمان خرید مصرف‌کننده در جامعه است و تحقیقات زیادی در مورد آن انجام شده‌است. بازاریابان به نقش و تأثیر شوهر، زن و فرزند در خرید محصولات و خدمات مختلف علاقه‌مند هستند.[۳۱]
- نقش‌ها و جایگاه: یک فرد به گروه‌های زیادی تعلق دارد: خانواده، باشگاه، سازمان، جوامع آنلاین. موقعیت فرد در هر گروه را می‌توان بر حسب نقش و جایگاه تعریف کرد. نقش شامل فعالیت‌هایی است که از افراد انتظار می‌رود با توجه به افراد اطراف خود انجام دهند. هر نقشی دارای جایگاهی است که نشان دهنده احترام عمومی جامعه به آن است. مردم معمولاً محصولاتی را متناسب با نقش و جایگاه خود انتخاب می‌کنند. نقش‌های مختلفی را که یک مادر شاغل بازی می‌کند در نظر بگیرید. در شرکت او، او ممکن است نقش یک مدیر برند را بازی کند. او در خانواده‌اش نقش همسر و مادر را بازی می‌کند. در رویدادهای ورزشی مورد علاقه‌اش، او نقش یک هوادار مشتاق را بازی می‌کند. او به عنوان مدیر برند، لباس‌هایی را می‌خرد که نشان دهنده نقش و جایگاه او در شرکتش باشد. در بازی، او ممکن است لباسی بپوشد که از تیم مورد علاقه خود حمایت کند.[۳۲]

#### عوامل شخصی
- شغل: شغل فرد بر کالاها و خدمات خریداری شده تأثیر می‌گذارد. کارگران یقه آبی تمایل به خرید لباس‌های کار زمخت بیشتری دارند، در حالی که مدیران، بیشتر کت و شلوارهای تجاری می‌خرند. بازاریابان سعی می‌کنند گروه‌های شغلی را شناسایی کنند که علاقه بالاتر از حد متوسط به محصولات و خدمات خود دارند. یک شرکت حتی می‌تواند در تولید محصولات مورد نیاز یک گروه شغلی خاص تخصص داشته باشد. به عنوان مثال، شرکت کاترپیلار، تولیدکننده پیشرو ماشین آلات راهسازی در جهان، تلفن‌های همراه مقاومی را ارائه می‌دهد که برای محیط‌های کاری سخت و چالش‌برانگیز ساخته شده‌اند.[۳۳]شرکت کاترپیلار، تولیدکننده پیشرو ماشین آلات راهسازی در جهان، تلفن‌های همراه مقاومی را ارائه می‌دهد که برای محیط‌های کاری سخت و چالش‌برانگیز ساخته شده‌اند.

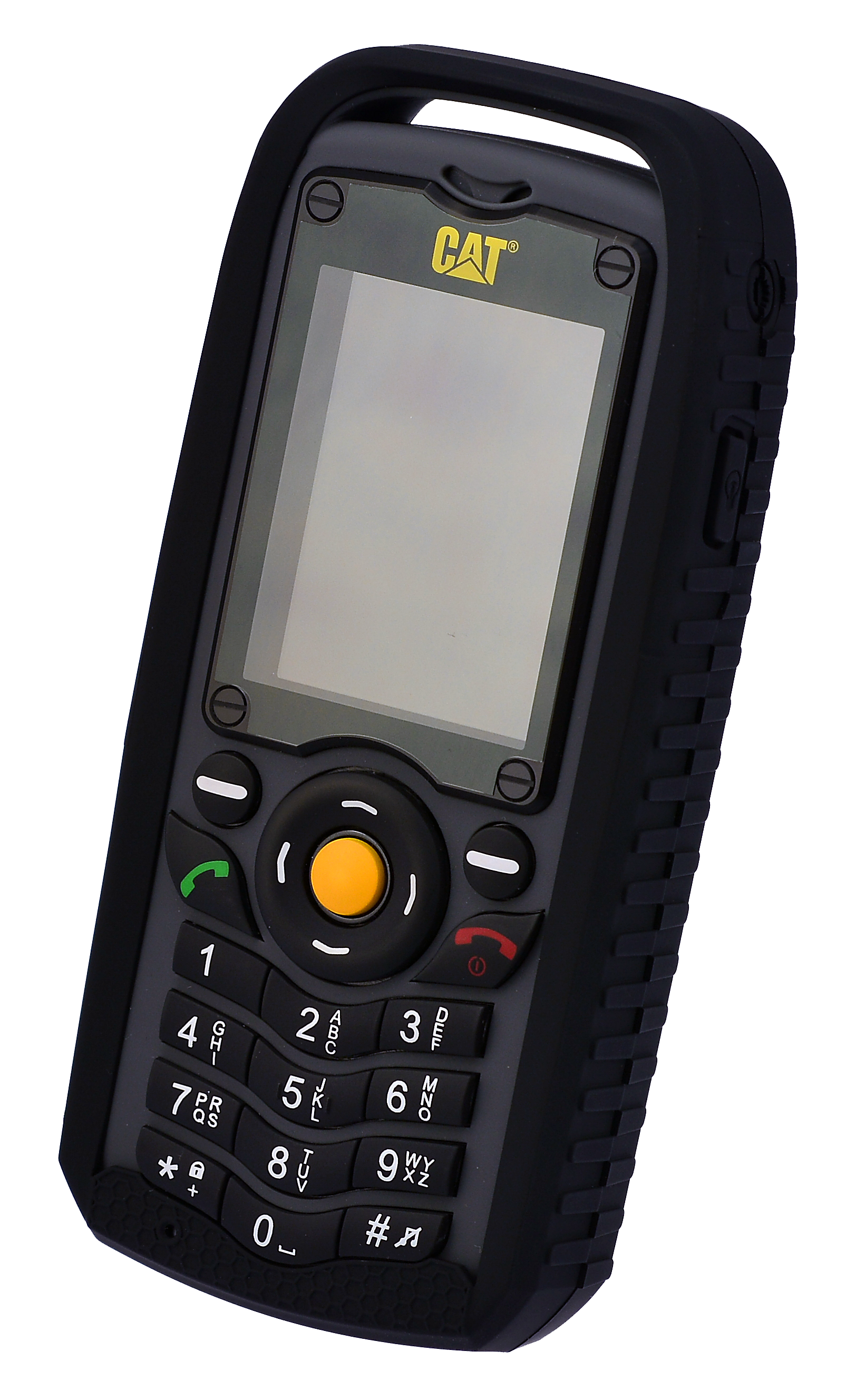
شرکت کاترپیلار، تولیدکننده پیشرو ماشین آلات راهسازی در جهان، تلفن‌های همراه مقاومی را ارائه می‌دهد که برای محیط‌های کاری سخت و چالش‌برانگیز ساخته شده‌اند.

- سن و مرحله زندگی: مردم در طول عمر خود کالاها و خدماتی را که می‌خرند تغییر می‌دهند. سلیقه در غذا، لباس، مبلمان و تفریح اغلب به سن بستگی دارد. خرید همچنین بر اساس مرحله چرخه زندگی خانواده شکل می‌گیرد؛ مراحلی که خانواده‌ها ممکن است در طول زمان با بلوغ از آن عبور کنند. تغییرات مرحله زندگی معمولاً از جمعیت‌شناسی و رویدادهای تغییر دهنده زندگی ناشی می‌شود: ازدواج، بچه دار شدن، خرید خانه، طلاق، رفتن فرزندان به دانشگاه، تغییر در درآمد شخصی، نقل مکان از خانه و بازنشستگی. بازاریابان اغلب بازارهای هدف خود را بر حسب مرحله چرخه عمر تعریف می‌کنند و برای هر مرحله محصولات و برنامه‌های بازاریابی مناسب را توسعه می‌دهند.[۳۴]
- شرایط اقتصادی: وضعیت اقتصادی یک فرد بر انتخاب فروشگاه و محصول او تأثیر می‌گذارد. بازاریابان روند هزینه‌ها، درآمد شخصی، پس‌انداز و نرخ بهره را مشاهده می‌کنند. در زمان‌های امروزی که ارزش‌شان بیشتر است، بیشتر شرکت‌ها با طراحی مجدد، تغییر موقعیت و قیمت‌گذاری مجدد محصولات و خدمات خود، گام‌هایی برای ایجاد ارزش بیشتر برای مشتری برداشته‌اند.[۳۵]
- سبک زندگی: افرادی که از یک خرده فرهنگ، طبقه اجتماعی و شغل هستند ممکن است سبک زندگی کاملاً متفاوتی داشته باشند. سبک زندگی الگوی زندگی یک فرد است که در روان‌شناسی او بیان شده‌است. سبک زندگی چیزی فراتر از طبقه اجتماعی یا شخصیت فرد است. سبک زندگی کل الگوی رفتار و تعامل یک فرد در جهان را نشان می‌دهد. هنگامی که مفهوم سبک زندگی با دقت مورد استفاده قرار گیرد، می‌تواند به بازاریابان کمک کند تا ارزش‌های متغیر مصرف‌کننده و چگونگی تأثیر آن بر رفتار خریدار را درک کنند. مصرف‌کنندگان فقط محصولات را نمی‌خرند؛ ارزش‌ها و سبک زندگی آن محصولات را نیز می‌خرند. بازاریابان به دنبال بخش‌های سبک زندگی با نیازهایی هستند که می‌توانند از طریق محصولات خاص یا رویکردهای بازاریابی ارائه شوند. چنین بخش‌هایی ممکن است با هر چیزی تعریف شوند، از ویژگی‌های خانوادگی یا علایق بیرونی گرفته تا غذاهایی که مردم می‌خورند.[۳۶]
- شخصیت و خود پنداره: شخصیت متمایز هر فرد بر رفتار خرید او تأثیر می‌گذارد. شخصیت به ویژگی‌های روانشناختی منحصر به فردی اشاره دارد که یک فرد یا گروه را متمایز می‌کند. شخصیت معمولاً با ویژگی‌هایی مانند اعتماد به نفس، تسلط، جامعه پذیری، خودمختاری، تدافعی، سازگاری و پرخاشگری توصیف می‌شود. شخصیت می‌تواند در تحلیل رفتار مصرف‌کننده برای انتخاب‌های خاص محصول یا برند مفید باشد.[۳۷]

#### عوامل روانشناختی
- انگیزه: یک فرد در هر زمان نیازهای زیادی دارد. برخی از آنها بیولوژیکی هستند و از حالت‌های تنش مانند گرسنگی، تشنگی یا ناراحتی ناشی می‌شوند. برخی دیگر روانی هستند که از نیاز به شناخت، احترام یا تعلق ناشی می‌شوند. یک نیاز زمانی به انگیزه تبدیل می‌شود که به سطح کافی از شدت برانگیخته شود. انگیزه نیازی است که به اندازه کافی فشارآور است تا فرد را به سمت جستجوی رضایت سوق دهد. روانشناسان نظریه‌هایی را در مورد انگیزش انسان ایجاد کرده‌اند. دو مورد از محبوب‌ترین آنها - نظریه‌های زیگموند فروید و آبراهام مزلو - معانی کاملاً متفاوتی برای تحلیل و بازاریابی مصرف‌کننده دارند. زیگموند فروید فرض می‌کرد که افراد تا حد زیادی در مورد نیروهای روان‌شناختی واقعی که رفتارشان را شکل می‌دهند ناخودآگاه هستند. نظریه او نشان می‌دهد که تصمیمات خرید یک فرد تحت تأثیر انگیزه‌های ناخودآگاه است که حتی خریدار ممکن است به‌طور کامل آن را درک نکند. آبراهام مزلو به دنبال توضیح این بود که چرا مردم در زمان‌های خاص تحت تأثیر نیازهای خاص قرار می‌گیرند. مزلو اعتقاد داشت نیازهای انسان در یک سلسله مراتب چیده شده‌اند، از شدیدترین در پایین تا کمترین فشار در بالا. این نیازها شامل نیازهای فیزیولوژیکی، نیازهای ایمنی، نیازهای اجتماعی، نیازهای عزت و خود-واقعیت‌بخشی هستند.[۳۸]سلسله مراتب نیازهای مزلو

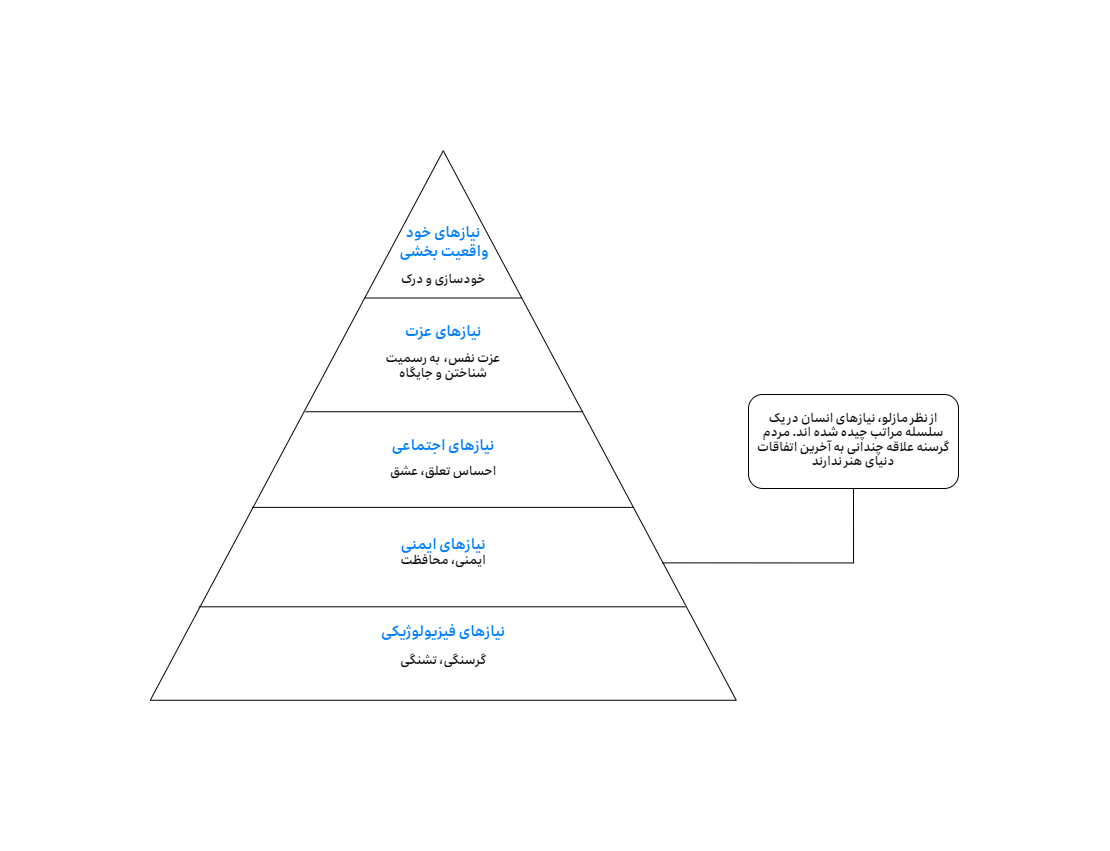
سلسله مراتب نیازهای مزلو

- ادراک: یک فرد با انگیزه آماده عمل است. نحوه عمل شخص تحت تأثیر درک خود او از موقعیت است. همه ما از طریق جریان اطلاعات از طریق حواس پنج‌گانه خود یادمی‌گیریم: بینایی، شنوایی، بویایی، لامسه و چشایی. با این حال، هر یک از ما این اطلاعات حسی را به صورت فردی دریافت، سازماندهی و تفسیر می‌کنیم. ادراک فرآیندی است که در آن افراد اطلاعات را انتخاب، سازماندهی و تفسیر می‌کنند تا تصویری معنادار از جهان شکل دهند. افراد به دلیل سه فرایند ادراکی می‌توانند ادراکات مختلفی از یک محرک ایجاد کنند: توجه انتخابی، تحریف انتخابی و حفظ انتخابی. افراد هر روز در معرض محرک‌های زیادی قرار می‌گیرند. برای مثال، افراد روزانه در معرض ۳۰۰۰ تا ۵۰۰۰ پیام تبلیغاتی قرار می‌گیرند - از تبلیغات تلویزیونی و مجلات گرفته تا بیلبوردها و تبلیغات رسانه‌های اجتماعی و پست‌های روی تلفن‌های هوشمند. توجه انتخابی - تمایل افراد به بررسی بیشتر اطلاعاتی که در معرض آنها قرار می‌گیرند - به این معنی است که بازاریابان باید برای جلب توجه مصرف‌کننده سخت تلاش کنند. حتی محرک‌های آشکار همیشه به روش مورد نظر ظاهر نمی‌شوند. هر فرد اطلاعات دریافتی را در یک ذهنیت موجود تطبیق می‌دهد. تحریف انتخابی تمایل افراد به تفسیر اطلاعات را به گونه‌ای توصیف می‌کند که از آنچه قبلاً باور دارند پشتیبانی می‌کند. مردم همچنین بسیاری از آموخته‌های خود را فراموش خواهند کرد. آنها تمایل به حفظ اطلاعاتی دارند که از نگرش‌ها و باورهای آنها پشتیبانی می‌کند. حفظ انتخابی به این معنی است که مصرف‌کنندگان احتمالاً نکات خوبی را که در مورد برند مورد علاقه خود بیان شده‌است را به خاطر می‌آورند و نکات خوبی را که در مورد مارک‌های رقیب ارائه شده‌است فراموش می‌کنند. به دلیل توجه انتخابی، تحریف، و حفظ، بازاریابان باید سخت تلاش کنند تا پیام‌های خود را به درستی برسانند.[۳۹]افراد روزانه در معرض ۳۰۰۰ تا ۵۰۰۰ پیام تبلیغاتی قرار می‌گیرند - از تبلیغات تلویزیونی و مجلات گرفته تا بیلبوردها و تبلیغات رسانه‌های اجتماعی و پست‌های روی تلفن‌های هوشمند. توجه انتخابی - تمایل افراد به بررسی بیشتر اطلاعاتی که در معرض آنها قرار می‌گیرند - به این معنی است که بازاریابان باید برای جلب توجه مصرف‌کننده سخت تلاش کنند.[۳۹]

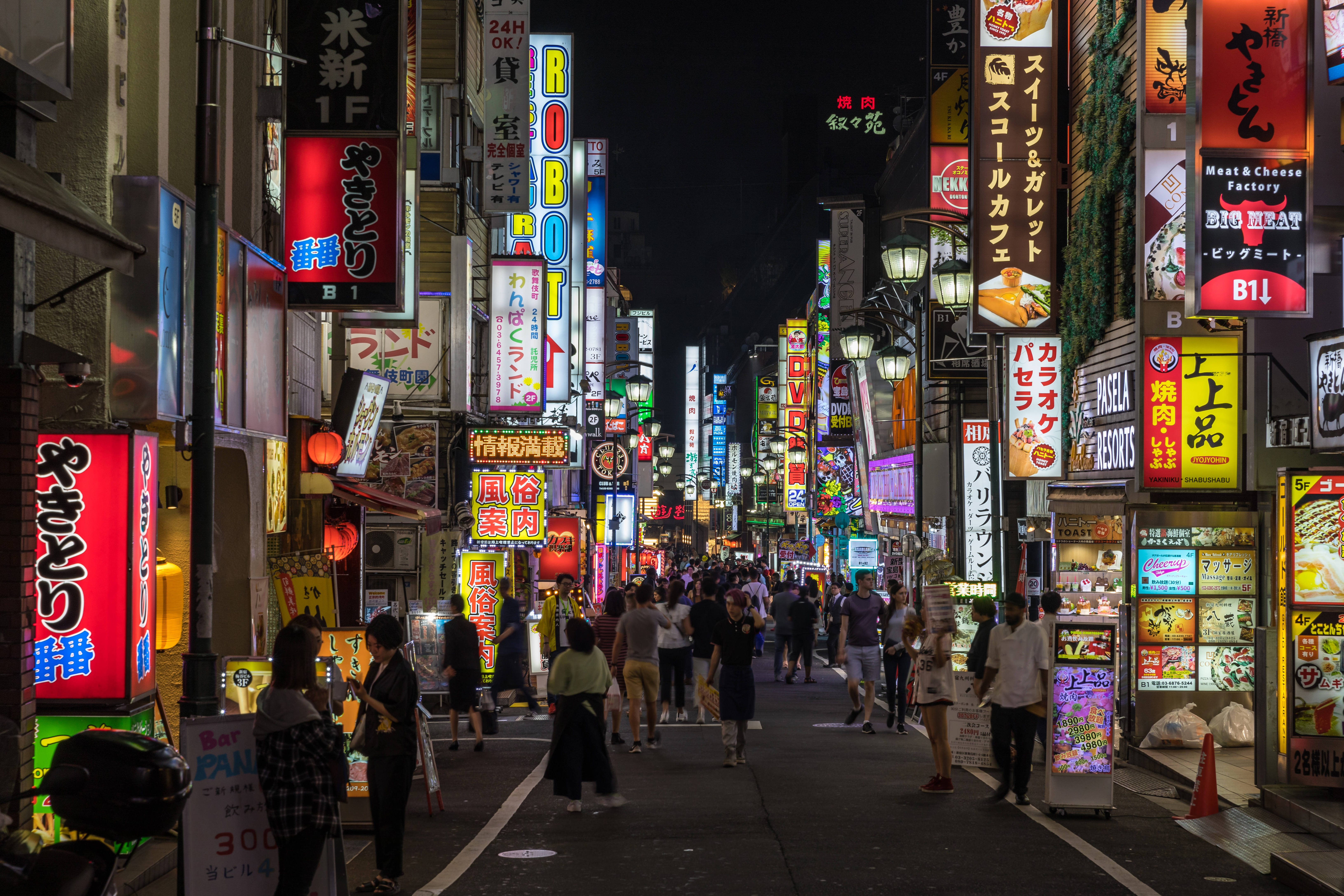
افراد روزانه در معرض ۳۰۰۰ تا ۵۰۰۰ پیام تبلیغاتی قرار می‌گیرند - از تبلیغات تلویزیونی و مجلات گرفته تا بیلبوردها و تبلیغات رسانه‌های اجتماعی و پست‌های روی تلفن‌های هوشمند. توجه انتخابی - تمایل افراد به بررسی بیشتر اطلاعاتی که در معرض آنها قرار می‌گیرند - به این معنی است که بازاریابان باید برای جلب توجه مصرف‌کننده سخت تلاش کنند.

- یادگیری: وقتی مردم عمل می‌کنند، یادمی‌گیرند. یادگیری تغییراتی را در رفتار یک فرد که ناشی از تجربه است، توصیف می‌کند. نظریه پردازان یادگیری می‌گویند که بیشتر رفتارهای انسان آموختنی است. یادگیری از طریق فعل و انفعال انگیزه‌ها، محرک‌ها، سرنخ‌ها، پاسخ‌ها و تقویت اتفاق می‌افتد. محرک یک نیروی درونی قوی است که نیاز به اقدام دارد. یک محرک زمانی به یک انگیزه تبدیل می‌شود که به سمت یک شی محرک خاص هدایت شود. برای مثال، انگیزه یک فرد برای خودشکوفایی ممکن است او را تشویق کند که به دنبال خرید یک دوربین باشد. پاسخ مصرف‌کننده به ایده خرید یک دوربین مشروط به نشانه‌های اطراف است. نشانه‌ها محرک‌های جزئی هستند که زمان، مکان و نحوه پاسخ فرد را تعیین می‌کنند. خریدار دوربین ممکن است چندین برند دوربین را در ویترین مغازه ببیند، از قیمت فروش ویژه بشنود، یا با یک دوست دربارهٔ دوربین‌ها صحبت کند. همه اینها نشانه‌هایی هستند که ممکن است بر پاسخ مصرف‌کننده به علاقه او به خرید محصول تأثیر بگذارند. فرض کنید مصرف‌کننده یک دوربین نیکون بخرد. اگر این تجربه مفید باشد، مصرف‌کننده احتمالاً بیشتر و بیشتر از دوربین استفاده می‌کند و پاسخ او تقویت می‌شود. سپس دفعه بعد که او یک دوربین عکاسی یا دوربین دوچشمی یا محصولات مشابه خرید می‌کند، احتمال خرید یک محصول نیکون بیشتر است. اهمیت عملی تئوری یادگیری برای بازاریابان این است که آنها می‌توانند تقاضا برای یک محصول را با مرتبط کردن آن با انگیزه‌های قوی، استفاده از نشانه‌های انگیزشی و ارائه تقویت مثبت افزایش دهند.[۴۰]
- باورها و نگرش‌ها: افراد از طریق انجام دادن و یادگیری، باورها و نگرش‌ها را به دست می‌آورند. اینها به نوبه خود بر رفتار خرید آنها تأثیر می‌گذارد. باور یک تفکر توصیفی است که شخص در مورد چیزی دارد. باورها ممکن است مبتنی بر دانش، عقیده یا ایمان واقعی باشند و ممکن است حامل بار احساسی باشند یا نباشند. بازاریابان به باورهایی که مردم در مورد محصولات و خدمات خاص فرموله می‌کنند علاقه‌مند هستند زیرا این باورها تصاویر محصول و برند را می‌سازند که بر رفتار خرید تأثیر می‌گذارد. اگر برخی از باورها اشتباه باشد و مانع خرید شود، بازاریاب می‌خواهد کمپینی برای اصلاح آنها راه‌اندازی کند. مردم در مورد مذهب، سیاست، لباس، موسیقی، غذا و تقریباً هر چیز دیگری نگرش دارند. نگرش (Attitude) ارزیابی‌ها، احساسات و تمایلات نسبتاً ثابت یک فرد را نسبت به یک شی یا ایده توصیف می‌کند. نگرش‌ها افراد را در چارچوب ذهنی دوست داشتن یا دوست نداشتن چیزها، حرکت به سمت یا دور شدن از آنها قرار می‌دهد. خریدار دوربین ممکن است نگرش‌هایی مانند «بهترین‌ها را بخرید»، «ژاپنی‌ها بهترین محصولات دوربین دنیا را می‌سازند» و «خلاقیت و ابراز وجود از مهم‌ترین چیزهای زندگی هستند» داشته باشد. اگر چنین باشد، دوربین نیکون به خوبی با نگرش‌های موجود مصرف‌کننده مطابقت دارد. تغییر نگرش‌ها دشوار است. نگرش‌های یک فرد در یک الگو قرار می‌گیرد. تغییر یک نگرش ممکن است نیاز به تنظیمات دشوار در بسیاری دیگر داشته باشد؛ بنابراین، یک شرکت معمولاً به جای تلاش برای تغییر نگرش، باید سعی کند محصولات خود را با الگوهای نگرش موجود تطبیق دهد. البته، استثناهایی وجود دارد. تغییر موقعیت یا گسترش یک برند نیازمند تغییر نگرش است.[۴۱]

## بازار سازمانی و رفتار خریدار سازمانی

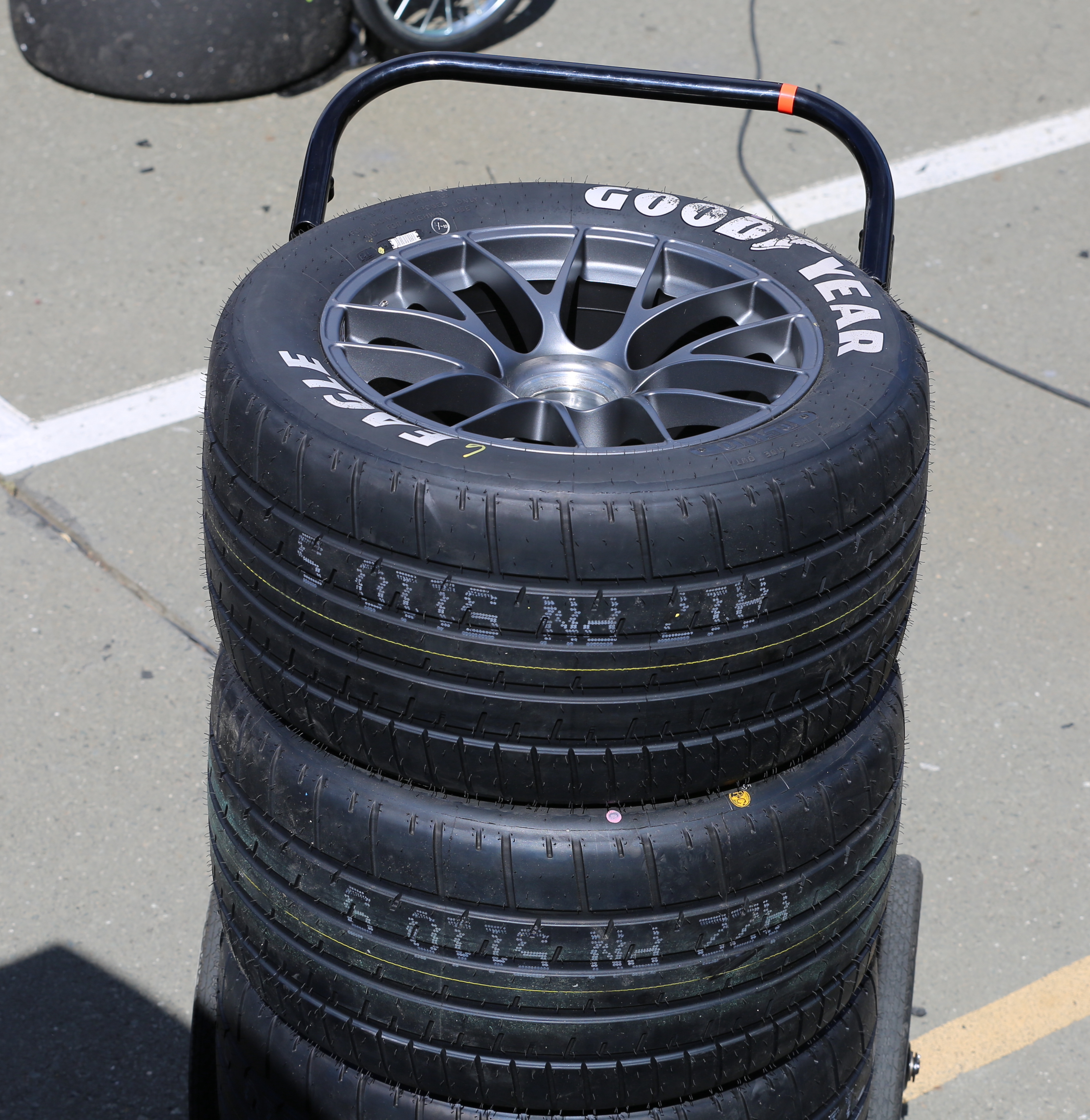
به تعداد زیاد معاملات تجاری مربوط به تولید و فروش یک جفت لاستیک گودیر فکر کنید. تأمین کنندگان مختلف، لاستیک، فولاد، تجهیزات و سایر کالاهای مورد نیاز Goodyear را برای تولید لاستیک به گودیر می‌فروشند. سپس گودیر لاستیک‌های تمام شده را به خرده‌فروشان می‌فروشد و آنها نیز آنها را به مصرف‌کنندگان می‌فروشند؛ بنابراین، مجموعه‌های زیادی از خریدهای سازمانی تنها برای یک مجموعه از خریدهای مصرف‌کننده انجام شد.'

اکثر شرکت‌های بزرگ به طریقی به سازمان‌های دیگر کالا یا خدماتی را می‌فروشند. شرکت‌هایی مانند آی‌بی‌ام، بوئینگ، دوپون، کاترپیلار و شرکت‌های بی‌شماری دیگر بیشتر محصولات خود را به شرکت‌های دیگر می‌فروشند. حتی شرکت‌های بزرگ محصولات مصرفی که محصولات مورد استفاده مصرف‌کنندگان نهایی را تولید می‌کنند، باید ابتدا محصولات خود را به سایر مشاغل بفروشند. برای مثال بسیاری از شرکت‌های محصولات مصرفی کالای خود را به شرکت‌های خرده‌فروشی می‌فروشند. رفتار خریدار سازمانی (Business buyer behavior) به رفتار خرید سازمان‌هایی اطلاق می‌شود که کالاها و خدماتی را برای استفاده در تولید محصولات و خدمات خود، خریداری می‌کنند. همچنین شامل رفتار شرکت‌های خرده‌فروشی و عمده‌فروشی می‌شود که کالاهایی را برای فروش مجدد یا اجاره به دیگران خریداری می‌کنند. در فرایند خرید سازمانی، خریداران تجاری تعیین می‌کنند که سازمان آنها به کدام محصولات و خدمات نیاز دارد و سپس از بین تأمین کنندگان و برندهای جایگزین آنها را پیدا، ارزیابی و انتخاب می‌کنند. بازاریابان کسب و کار به کسب و کار (B-to-B) باید تمام تلاش خود را برای درک بازارهای تجاری و رفتار خریدار تجاری انجام دهند. سپس، مانند کسب‌وکارهایی که محصولات خود را به خریداران نهایی می‌فروشند، باید مشتریان تجاری را درگیر کنند و با ایجاد ارزش برتر برای مشتری، روابط سودآوری با آنها برقرار کنند.

### بازار سازمانی
بازار سازمانی بسیار عظیم است. در واقع، بازارهای سازمانی از لحاظ مالی و اقلامی بسیار بزرگتر از بازارهای مصرفی هستند. از برخی جهات، بازارهای سازمانی مشابه بازارهای مصرفی هستند. هر دو شامل افرادی هستند که نقش خریدار را بر عهده می‌گیرند و برای ارضای نیازها تصمیم به خرید می‌گیرند. با این حال، بازارهای تجاری از بسیاری جهات با بازارهای مصرفی متفاوت است. تفاوت‌های اصلی آن در ساختار بازار و تقاضا، ماهیت واحد خرید و انواع تصمیم‌گیری‌ها و فرایند تصمیم‌گیری مربوط می‌شود. بازاریاب سازمانی معمولاً با خریداران بسیار کمتر اما بسیار بزرگتری از بازاریاب مصرفی (consumer marketer) سر و کار دارد. اغلب حتی در بازارهای سازمانی بزرگ، تعداد کمی از خریداران، عمده خرید را انجام می‌دهند. علاوه بر این، بسیاری از بازارهای تجاری دارای تقاضای غیرکشسانی و نوسان بیشتری هستند. تقاضای کل برای بسیاری از محصولات تجاری، به ویژه در کوتاه مدت، چندان تحت تأثیر تغییرات قیمتی قرار نمی‌گیرد. کاهش قیمت چرم باعث نمی‌شود تولیدکنندگان کفش چرم بیشتری بخرند، مگر اینکه منجر به کاهش قیمت کفش شود که به نوبه خود باعث افزایش تقاضای مصرف‌کنندگان برای کفش شود، و تقاضا برای بسیاری از کالاها و خدمات تجاری بیشتر و سریعتر از تقاضا برای کالاها و خدمات مصرفی تغییر می‌کند. درصد کمی افزایش در تقاضای مصرف‌کننده می‌تواند باعث افزایش زیادی در تقاضای مشاغل شود. تقاضای سازمانی، تقاضای مشتق شده (derived demand) است، به این معنی که این تقاضا در نهایت از تقاضا برای کالاهای مصرفی ناشی می‌شود.

### رفتار خریدار سازمانی
در یک سازمان، فعالیت خرید از دو بخش عمده تشکیل شده‌است: مرکز خرید، متشکل از همه افراد درگیر در تصمیم خرید، و فرایند تصمیم‌گیری خرید. مرکز خرید و فرایند تصمیم‌گیری خرید تحت تأثیر عوامل درونی سازمانی، بین فردی و فردی و همچنین عوامل محیطی بیرونی قرار دارند. مرکز خرید واحد تصمیم‌گیری یک سازمان در رابطه با خریدهای آن است. این واحد شامل تمام افراد و واحدهایی است که در فرایند تصمیم‌گیری خرید سازمانی نقش دارند. این گروه شامل کاربران واقعی محصول یا خدمات، کسانی که تصمیم خرید می‌گیرند، کسانی که بر تصمیم خرید تأثیر می‌گذارند، کسانی که خرید واقعی را انجام می‌دهند و کسانی که اطلاعات خرید را کنترل می‌کنند، می‌شود. فرایند خرید زمانی آغاز می‌شود که فردی در شرکت مشکل یا نیازی را تشخیص دهد که می‌تواند با خرید یک محصول یا خدمات خاص برطرف شود. خریدار پس از تشخیص نیاز، شرح نیاز کلی را تهیه می‌کند که ویژگی‌ها و کمیت کالای مورد نیاز را تشریح می‌کند. سازمان خریدار در مرحله بعد مشخصات فنی محصول مورد نظر را اغلب با کمک یک تیم مهندسی تحلیل ارزش توسعه می‌دهد. خریدار سپس فرایند جستجوی تأمین کننده را برای یافتن بهترین فروشندگان انجام می‌دهد. خریدار می‌تواند فهرست کوچکی از تامین‌کنندگان واجد شرایط را با بررسی دایرکتوری‌های تجاری، انجام جستجوهای آنلاین، یا تماس تلفنی با شرکت‌های دیگر برای دریافت پیشنهاد، گردآوری کند. در مرحله درخواست پیشنهاد در فرایند خرید تجاری، خریدار از تأمین کنندگان واجد شرایط دعوت می‌کند تا پیشنهادها خود را ارائه دهند. در پاسخ، برخی از تامین‌کنندگان خریدار را به وب سایت یا مواد تبلیغاتی خود ارجاع می‌دهند یا فروشنده‌ای را می‌فرستند تا با مشتری احتمالی تماس بگیرد. با این حال، زمانی که کالا پیچیده یا گران است، خریدار معمولاً به یک پیشنهاد کتبی دقیق یا ارائه رسمی از هر تأمین کننده بالقوه نیاز دارد. اعضای مرکز خرید سپس پیشنهادها را بررسی کرده و تأمین کننده یا تأمین کنندگان را انتخاب می‌کنند. در طول انتخاب تأمین کننده، مرکز خرید اغلب فهرستی از ویژگی‌های تأمین کننده مورد نظر و اهمیت نسبی آنها را تهیه می‌کند. خریدار سپس مشخصات روال سفارش (order-routine specification) را آماده می‌کند. این کار شامل سفارش نهایی با تأمین کننده یا تأمین کنندگان انتخاب شده‌است و مواردی مانند مشخصات فنی، مقدار مورد نیاز، زمان تحویل مورد انتظار، سیاست‌های بازگشت و ضمانت‌نامه را فهرست می‌کند. در این مرحله، خریدار عملکرد تأمین کننده را بررسی می‌کند. خریدار ممکن است با کاربران تماس گرفته و از آنها بخواهد که رضایت خود را ارزیابی کنند. بررسی عملکرد ممکن است خریدار را به ادامه، اصلاح یا کنار گذاشتن ترتیبات سوق دهد. وظیفه فروشنده این است که بر همان عواملی که خریدار استفاده می‌کند نظارت کند تا مطمئن شود که فروشنده رضایت مورد انتظار را دارد.

### بازار نهادها
بازار نهادها (institutional market) متشکل از مدارس، بیمارستان‌ها، خانه‌های سالمندان، زندان‌ها و سایر مؤسساتی است که کالاها و خدماتی را به افراد تحت مراقبت خود ارائه می‌کنند. مؤسسات یا نهادها در حامیان مالی و اهدافشان با یکدیگر تفاوت دارند. بازارهای نهادها می‌توانند بسیار بزرگ باشند. برای مثال اقتصاد وسیع و در حال گسترش زندان‌های ایالات متحده را در نظر بگیرید: بیش از ۷۲۰ نفر از هر ۱۰۰ هزار نفر در ایالات متحده در زندان هستند، این یعنی ۲٫۲ میلیون نفر. هزینه‌های اصلاح کیفری از رشد بودجه در آموزش، حمل‌ونقل و کمک‌های عمومی پیشی گرفته‌است. زندان‌های ایالات متحده سالانه حدود ۷۴ میلیارد دلار - به‌طور متوسط ۳۱۰۰۰ دلار برای هر زندانی - برای امکانات خود هزینه می‌کنند که این رقم بیشتر از تولید ناخالص داخلی ۱۳۳ کشور است.

### بازار دولتی

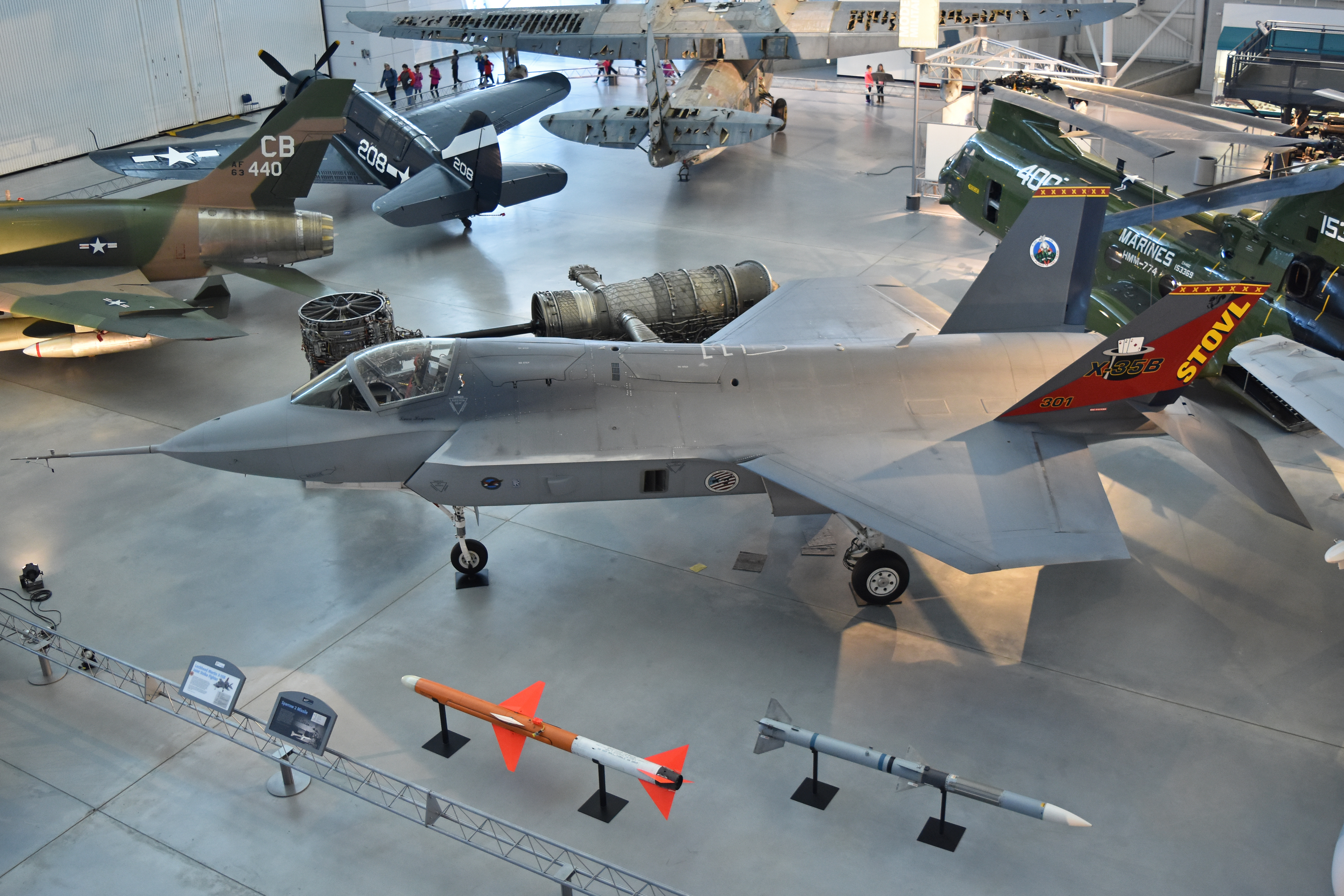
مشتری اصلی شرکت لاکهید مارتین وزارت دفاع ایالات متحده و سازمان‌های دولتی فدرال ایالات متحده است. برای مثال در یک فقره، لاکهید مارتین قراردادی به ارزش ۳۰ میلیارد دلار با دولت آمریکا برای تحویل ۳۹۸ فروند جنگنده اف-۳۵ منعقد کرده‌است.

بازار دولتی فرصت‌های بزرگی را برای بسیاری از شرکت‌ها اعم از بزرگ و کوچک ارائه می‌دهد. در بیشتر کشورها، سازمان‌های دولتی خریداران عمده کالاها و خدمات هستند. تنها در ایالات متحده، دولت‌های فدرال، ایالتی و محلی دارای بیش از ۸۹۰۰۰ واحد خریدار هستند که سالانه بیش از ۳ تریلیون دلار کالا و خدمات خریداری می‌کنند. خرید دولتی و خرید سازمانی از بسیاری جهات مشابه هستند. اما تفاوت‌هایی نیز وجود دارد که باید توسط شرکت‌هایی که مایل به فروش محصولات و خدمات به دولت‌ها هستند درک شوند. برای موفقیت در بازار دولتی، فروشندگان باید تصمیم گیرندگان کلیدی را پیدا کنند، عوامل مؤثر بر رفتار خریدار را شناسایی کنند و فرایند تصمیم خرید را درک کنند.
سازمان‌های دولتی معمولاً از تأمین‌کنندگان می‌خواهند که پیشنهادها خود را ارائه دهند و معمولاً قرارداد را به کمترین پیشنهاد می‌دهند. در برخی موارد، یک واحد دولتی، تامین‌کننده خود را بر اساس تکمیل به موقع قراردادها، کیفیت برتر یا شهرت تأمین کننده انتخاب می‌کند. سازمان‌های دولتی تمایل دارند تأمین کنندگان داخلی را بر تأمین کنندگان خارجی ترجیح دهند. شکایت عمده شرکت‌های چندملیتی فعال در اروپا این است که هر کشوری علی‌رغم پیشنهادها برتر که توسط شرکت‌های خارجی ارائه می‌شود، نسبت به اتباع خود طرفداری نشان می‌دهد.

## نسل‌های بازاریابی
فیلیپ کاتلر بازاریابی را به سه نسل متفاوت تقسیم نموده‌است:

### نسل اول بازاریابی: تولید، بازاریابی
از نظر کاتلر در سال‌های پیش از ۱۹۷۰ ابتدا محصولات تولید و سپس وارد بازار شده و در نهایت توسط بازاریابان به جستجوی چگونگی فروش به اشخاص تفکر می‌شد. از نظر کاتلر این نوع بازاریابی امروزه در بازار منسوخ شده و چنینی بازاریابی ای منجر به شکست خواهد بود.

### نسل دوم بازاریابی: تحقیق، تولید، بازاریابی
کاتلر در ادامه همان بحث تشریح می‌کند که در نسل دوم بازاریابی تولیدکنندگان اقدام به ارائه سبک جدیدی از بازاریابی نمودند. شیوه‌ای که پیش از تولید به امر بازاریابی پرداخته و پس از پیدا نمودن نیازمندی‌های فعلی مشتریان، سپس اقدام به تولید نموده و محصولی مطابق با خواسته و پسند مشتریان را تولید و به بازار ارائه نماید. این نسل از بازاریابی نیز در سال‌های حدود ۱۹۹۰ منسوخ گردید.

### نسل سوم بازاریابی: تحقیق، تولید، بازاریابی، ارتباط دائمی با مشتری تا نفوذ به ذهن و قلب او
در نسل سوم بازاریابی کاتلر عنوان می‌نماید که امروزه ما جهت موفقیت در فرایند فروش نیازمند یک همراهی با مصرف‌کنندگان تا پس از مصرف هستیم. مدیران بازاریابی موفق در دنیا امروزه می‌بایست تا پس از مصرف با مصرف‌کنندگان در ارتباط بوده و نیازهای آنان حین و پس از مصرف را نیز پاسخ گویند.
نسخه سوم بازاریابی، مفهوم بازاریابی را به صحنهٔ آرزوها، ارزش‌ها و روح انسان می‌کشاند. نسخهٔ سوم بازاریابی عقیده دارد که مصرف‌کنندگان، موجودات کاملی هستند که امیدها و نیازهای دیگرشان، هرگز نباید نادیده گرفته شود؛ بنابراین نسخه سوم بازاریابی، بازاریابی هیجانی را با بازاریابی روح انسان کامل می‌نماید.